# Katheleen Lindor
Katheleen Lindor est née le 30 août 1989 à Aubergenville en région parisienne. Elle a une sœur jumelle, Lindsay, qui fait également partie de l’équipe de France de gymnastique. Elle a débuté la gymnastique à l’âge de 10 ans au club des Mureaux. Depuis septembre 2004, elle s’entraîne à l’Institut national du sport et de l'éducation physique (INSEP) de Paris avec Yves Keiffer et Éric Besson. Elle a effectué sa première compétition internationale aux Championnats d’Europe Junior à Amsterdam. Ses points forts sont le sol et le saut.

## Palmarès

### Championnats d'Europe
- Championnats d'Europe 2007
  - 4e aux barres asymétriques.